# 한신 고속도로 4호 만안선

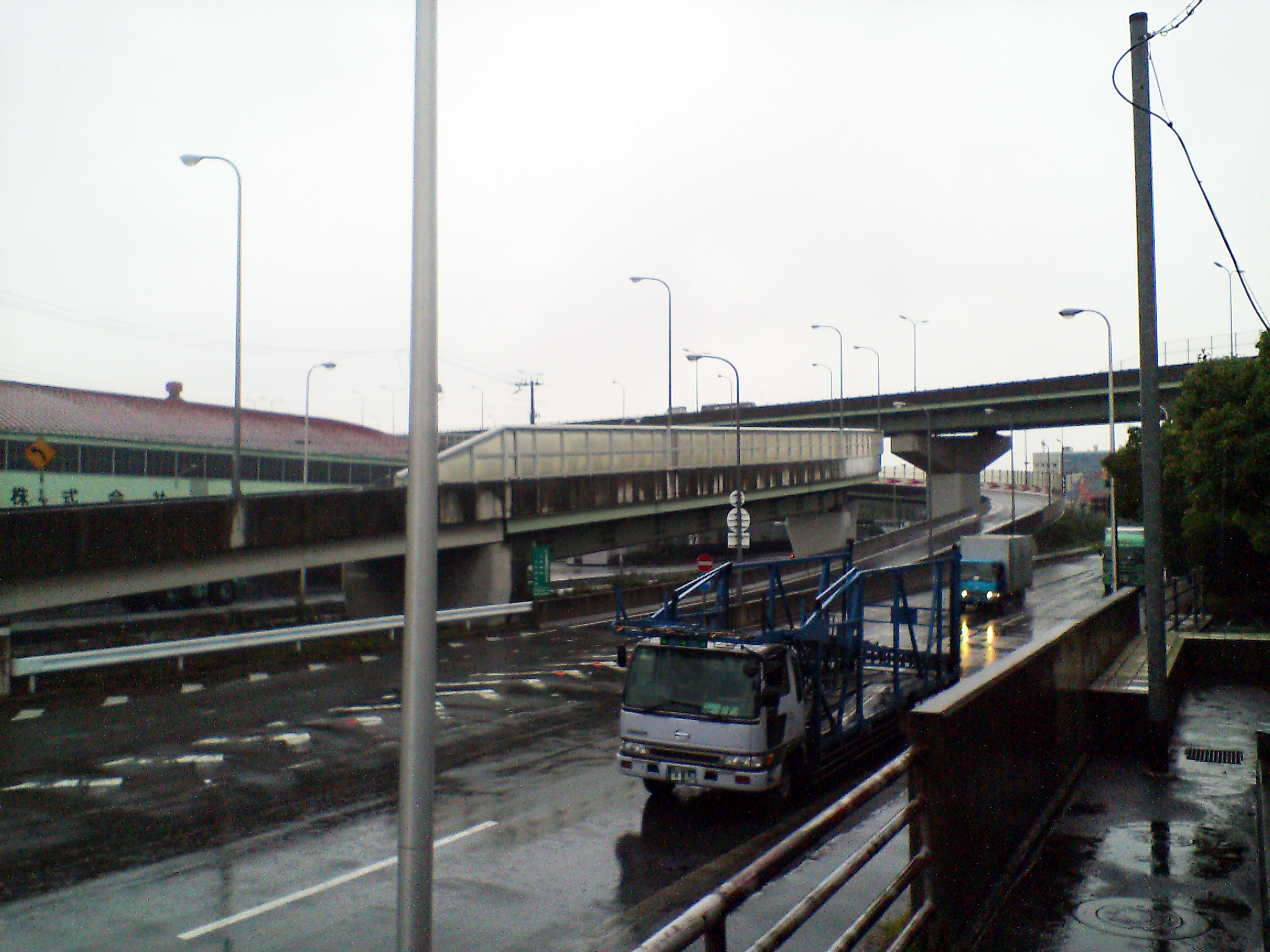
한신 고속도로 4호 만안선
(오사카부 이즈미오쓰시)

한신 고속도로 4호 만안선(일본어: 阪神高速4号湾岸線, Route 4 Bayshore Line)은 오사카부 오사카시 미나토구 덴포잔 출입구에서 출발하여 이즈미사노시 린쿠 분기점까지 이어주는 총 연장 32.7 km의 거리를 가진 한신 고속도로 노선망이자 도시 고속도로이다. 그러나 덴포잔 출입구에서 난코 분기점까지는 역사적인 경위를 보면 한신 고속도로 16호 오사카항선의 일부를 다루고 있으며, 해당 구간에서는 이즈미사노 방향을 4호 만안선으로, 오사카시의 시내 방향으로 향하는 노선인 16호 오사카항선으로 나뉜다.

## 개요
5호 만안선을 제외한 여타 한신 고속도로 노선들과 달리 도로 구조령상 제2종 제1급으로 구분되어 있어, 차선이나 갓길의 폭이 각각 넓게 설계된 상태로, 설계 및 제한 속도는 시속 80km/h로 제한되어 있다. 이는 부산광역시의 번영로와 비슷한 제한 속도를 가지고 있다. 다만, 오사카부도 제29호선과는 우회적인 역할을 수행하고 있다. 그리고 이즈미사노시 이남으로부터 오사카 시내까지의 시간 단축을 도울 수 있는 도로망이기도 하다. 또한 오사카시 및 고베시의 시내 주요 방향에서 간사이 국제공항과 와카야마시, 시라하마정 등을 이어줄 수 있는 유일한 이동 수단으로 구실하게 된다.

### 노선명
- 오사카부도 고속 만안선 (한신 고속도로 5호 만안선의 오사카부역도 물론 병기됨)

## 접촉하는 도로
- 한신 고속도로 5호 만안선
- 한신 고속도로 6호 야마토가와 선
- 간사이 공항 자동차도
- 간사이 국제공항 연락교

## 주요 교량
- 미나토 대교(일본어판)

## 차선 및 최고 속도
| 구간                | 차선 양 방향=상행선+하행선 | 속도 제한 |
| ------------------- | -------------------------- | --------- |
| 덴보잔JCT - 난코JCT | 4=2+2                      | 80 km/h   |
| 난코JCT - 산보      | 6=3+3                      | 80 km/h   |
| 산보 - 린쿠JCT      | 4=2+2                      | 80 km/h   |

## 관할 경찰
- 오사카 경찰 고속도로 교통경찰대 한신 요쓰바시 분주소와 한신 이즈미오쓰 분주소가 각각 관할하게 됨.